# Svatba prince Filipa a Mathilde d'Udekem d'Acoz
Svatba prince Filipa a Mathilde d'Udekem d'Acoz se konala 4. prosince 1999 v belgickém Bruselu. Civilní obřad probíhal na bruselské radnici, zatímco náboženský obřad se konal v katedrále svatého Michaela archanděla a svaté Guduly. Svatba byla popsána jako společenská událost desetiletí v Belgii a byla to poslední královská svatba druhého tisíciletí.

## Nevěsta a ženich
Filip, tehdy vévoda brabantský, je nejstarší syn krále Alberta II. a královny Paoly. Mathilde d'Udekem d'Acoz je potomek belgické a polské šlechty. Po svatbě se Mathilde dne 8. listopadu 1999 stala vévodkyní brabantskou a belgickou princeznou (dokument zveřejněn dne 13. listopadu 1999 a účinný od 4. prosince 1999). V roce 2013 se Filip a Mathilde stali králem a královnou Belgičanů. Mathilde je první královnou narozenou v Belgii v historii země.

## Svatba
První z hlavních událostí dne se odehrála v gotickém prostředí bruselské radnice, kde Filip a Mathilde uzavřely civilní sňatek ve francouzském, nizozemském a německém jazyce. Mathildeiny svatební šaty navrhl Édouard Vermeulen. Filip měl uniformu plukovníka belgického letectva. Poté manželé cestovali do nedaleké katedrály svatého Michaela archanděla a svaté Guduly, aby se vzali podle obřadů římskokatolické církve. Večerní recepce se konala na zámku Laeken, královské rezidenci.

## Reakce lidu a efekt
Příprava na svatbu údajně vedla k rozšířeným pocitům pozitivního sentimentu v Belgii s potenciálem větší jednoty mezi nizozemsky mluvícím severem země a francouzsky mluvícím jihem. U příležitosti svatby Filipa a Mathilde ulice Bruselu lemovalo kolem 50 000 lidí. Očekávalo se až 200 000 lidí, ale nižší počty byly pravděpodobně kvůli velmi chladnému počasí. Po svatbě někteří akademici uvedli, že svatba měla sjednocující účinek na belgický lid a počala novou fázi pozitivity v zemi. BBC však uvedla, že akademici a političtí komentátoři v Belgii usoudili, že národní rozpor je příliš velký na to, aby měla svatba velký účinek.

## Hosté

### Rodina ženicha

#### Belgická královská rodina
- Král a královna Belgičanů, rodiče ženicha
  - Arcivévodkyně a arcivévoda Rakouský-Este, sestra a švagr ženicha
    - Princ Amedeo Belgický, arcivévoda Rakouský-Este, ženichův synovec
    - Princezna Maria Laura Belgická, arcivévodkyně Rakouská-Este, ženichova neteř
    - Princ Joachim Belgický, arcivévoda Rakouský-Este, ženichův synovec
    - Princezna Luisa Maria Belgická, arcivévodkyně Rakouská-Este, ženichova neteř

  - Princ Laurent Belgický, bratr ženicha
- Královna Fabiola Belgická, nepokrevní teta ženicha z otcovy strany
- Princ Alexandr a princezna Léa Belgická, nevlastní strýc a teta ženicha
- Princezna Marie-Esméralda, paní Moncada a Dr. Salvador Moncada, nevlastní strýc a teta ženicha

#### Ruffovi
- Princ Fabrizio a donna Luisa Ruffo di Calabria
  - Princ Fulco a princezna Melba Ruffo di Calabria
  - Princ Augusto Ruffo di Calabria
  - Princezna Irma Ruffo di Calabria
  - Princ Alessandro Ruffo di Calabria
- Don Antonello a donna Rosa Maria Ruffo di Calabria
  - Don Lucio Ruffo di Calabria
  - Donna Claudia Ruffo di Calabria
- Flavia Porcari Li Destri
- Donna Marielli Ruffo di Calabria

### Rodina nevěsty
- Hrabě Patrick a hraběnka Anna Maria d’Udekem d’Acoz, rodiče nevěsty
  - Hraběnka Elisabeth d’Udekem d’Acoz, sestra nevěsty
  - Hraběnka Hélène d’Udekem d’Acoz, sestra nevěsty
  - Hrabě Charles-Henri d’Udekem d’Acoz, bratr nevěsty
- Hrabě Henri d’Udekem d’Acoz
- Hrabě Raoul a hraběnka Francoise d’Udekem d’Acoz
- Hraběnka Gabrielle Komorowski
- Hraběnka Rose Komorowski a Jean-Michel Maus de Rolley
- Hrabě Michel a hraběnka Dominique Komorowski
- Hraběnka Christine Komorowski a Alain de Brabant
- Hraběnka Marie Komorowski a Gérard Braun
- Princ Alexandre Sapieha
- Princ Stefan Sapieha

### Členové zahraničních královských rodin

#### Členové vládnoucích rodin
- Královna a princ choť dánský, dcera praprastrýce ženicha a její manžel
- Korunní princ a korunní princezna Japonská (zastupující japonského císaře)
- Princezna Rahma bint el-Hassan Jordánská (zastupující jordánského krále) a Sajíid Ala’a Arif al-Batajneh
- Princezna Sumaja bint el-Hassan Jordánská
- Kníže a kněžna lichtenštejnská, pravnuk praprapratety ženicha a jeho manželka
- Princ Wenzeslaus Lichtenštejnský, bratranec ženicha ze čtvrtého kolene
- Princ Nikolaus a princezna Margaretha Lichtenštejnská, sestřenice ženicha a její manžel
  -  Princezna Marie-Astrid Lichtenštejnská, dcera sestřenice ženicha
- Velkovévoda a velkovévodkyně lucemburská, teta a strýc ženicha
  -  Dědičný velkovévoda a dědičná velkovévodkyně lucemburská, bratranec ženicha a jeho manželka
  -  Princ Jean Lucemburský, bratranec ženicha
  -  Princ Guillaume Lucemburský, bratranec ženicha
- Dědičný princ monacký (zastupující monackého knížete)
- Princezna Lalla Sumaya Marocká (zastupující marockého krále)
- Korunní princ nepálský (zastupující nepálského krále)
- Nizozemská královna, ženichova sestřenice ze čtvrtého kolene
  -  Oranžský kníže, syn ženichovy sestřenice ze čtvrtého kolene
  -  Princ Constantijn Nizozemský, syn ženichovy sestřenice ze čtvrtého kolene
- Král a královna norská, syn ženichovy pratety a jeho manželka
  -  Korunní princ norský, ženichův bratranec z druhého kolene
  -  Princezna Marta Louisa Norská, ženichova sestřenice z druhého kolene
- Španělská královna, pravnučka ženichova prapraprastrýce (zastupující španělského krále)
  -  Asturský kníže, ženichův bratranec z čtvrtého kolene
- Král a královna švédská, ženichův bratranec z třetího kolene a jeho žena
- Princ z Walesu, pravnuk ženichova prapraprastrýce (zastupující královnu Spojeného království)

#### Členové nevládnoucích rodin
- Arcivévoda Karel Ludvík Rakouský, vnuk ženichovy praprapratety
  -  Arcivévoda Karel Kristián a arcivévodkyně Marie Astrid Rakouská, pravnuk ženichovy praprapratety a ženichova sestřenice
- Arcivévoda Simeon a arcivévodkyně María Rakouská
- Arcivévoda Karl Peter a arcivévodkyně Alexandra Rakouská
- Vévodkyně vdova Rakouská-Este
  -  Arcivévoda Gerhard Rakouský-Este, ženichův bratranec z pátého kolene
  -  Arcivévoda Martin Rakouský-Este, ženichův bratranec z pátého kolene
- Bavorský vévoda, vnuk ženichovy prapratety
- Vévoda a vévodkyně v Bavorsku, vnuk ženichovy prapratety
  -  Vévodkyně Helene v Bavorsku, ženichova sestřenice z třetího kolene
- Kníže a kněžna tarnovská
- Vévoda z Vendôme
- Vévoda a vévodkyně z Angoulême
- Princezna Napoleon
  -  Princ Jérôme Napoleon
- Král Konstantin II. a královna Anne-Marie Řecká
- Kníže a kněžna neapolská, syn ženichovy pratety a jeho manželka
- Princezna Maria Gabriella Savojská, dcera ženichovy pratety
- Vévoda z Braganzy
- Král Michal I. a královna Anna Rumunská
- Princ Dimitrij Jugoslávský, ženichův bratranec z druhého kolene

### Další významní hosté
- Prezident Polské republiky a paní Kwaśniewska
- Prezident Portugalské republiky a paní Maria José Ritta